# Winthemia conformis
Winthemia conformis là một loài ruồi trong họ Tachinidae.